# Dél-Dunántúl turisztikai régió

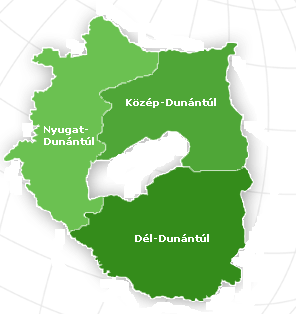
Dél-Dunántúl turisztikai régió a Dunántúlon belül

A dél-dunántúli régió területe megegyezik a Dél-Dunántúl turisztikai régióval, kivéve Somogy vármegye északi, Balaton-menti területét, amely a Balaton turisztikai régióhoz tartozik.

## Turisztikai nevezetességek

### Épített örökség

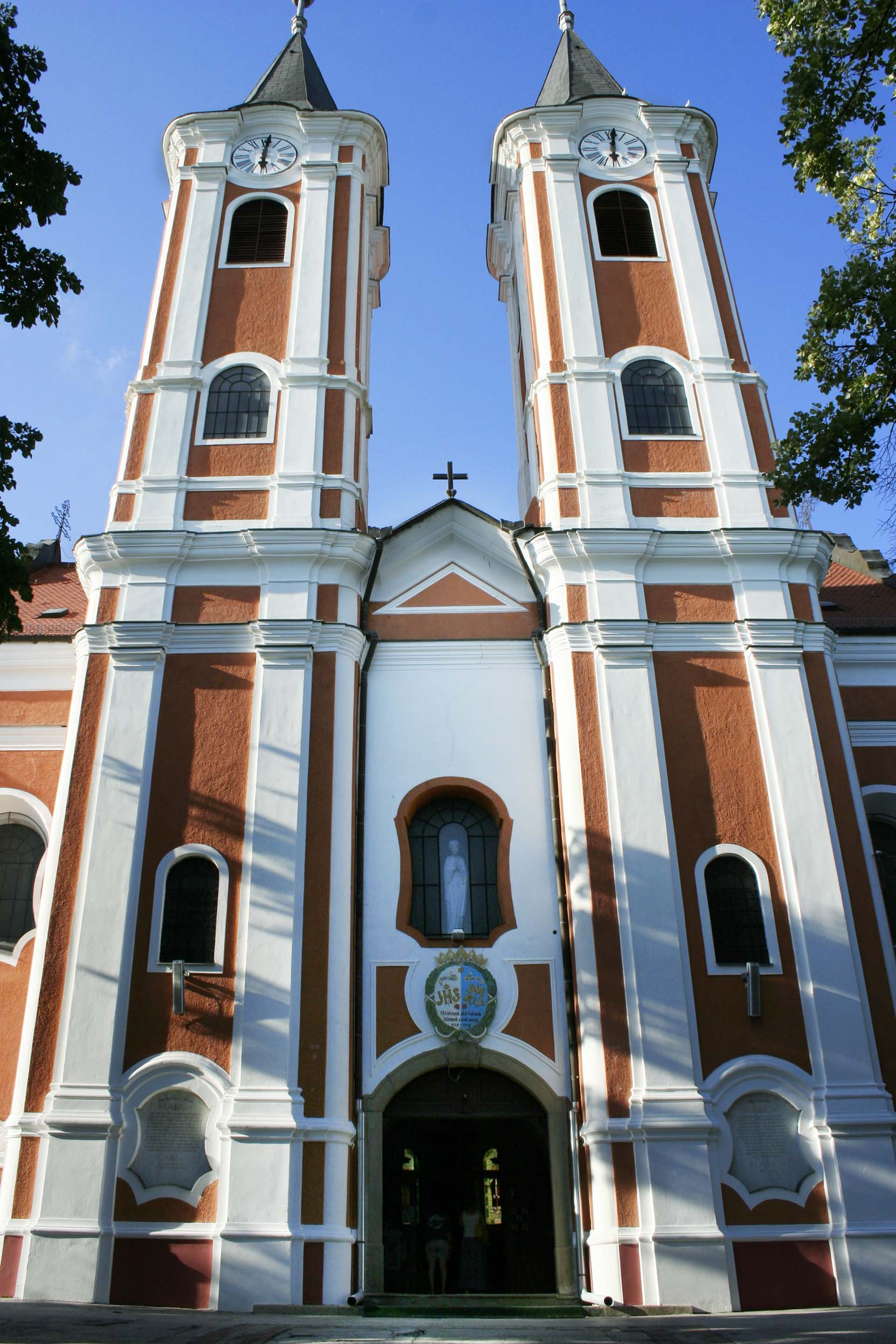
Máriagyűdi kegytemplom

#### Nevezetességek Baranya vármegye területén
Pécs
A turisztikai régió legfőbb látnivalóját a régió székhelye jelenti. Utcáin sétálva feltárul előttünk húsz évszázad történelme, egymásra rakódott-rétegződött hagyatéka: a római kori elődváros nyomai, a 4. századi ókeresztény nekropolisz, az első magyarországi egyetem, a fallal határolt középkori belváros, a török dzsámik és mecsetek, a német polgárházak, a Dóm épületegyüttese, a Zsolnay-negyed, a skandináv típusú lakótelep - Európa történelmének kulturális egyvelege. 2010-ben Pécs volt Európa egyik kulturális fővárosa. Pécsett jelenleg több mint 250 műemlék található. Egész évben kulturális programok sokasága várja a szórakozni vágyó embereket. Főleg nyáron érik egymást a fesztiválok. Gyűjteményei – Modern Magyar Képtár, Csontváry Múzeum, Martyn Ferenc Múzeum, Victor Vasarely Múzeum, Amerigo Tot Múzeum, Schaár Erzsébet: „Utca” –, városi és magángalériái a 20. századi magyar művészet egyedülállóan teljes bemutatását kínálják.
Mohács
Magyarország legdélebbi Duna-parti települése. A város egyik legfőbb nevezetessége az évente megrendezett busójárás, melynek idejére több ezren látogatnak el Mohácsra. A várostól délre történt 1526. augusztus 29-én a történelmi jelentőségű csata, melynek során a szervezetlen magyar sereg megsemmisítő vereséget szenvedett a hatalmas túlerőben lévő török sereg ellen. Az elmúlt évtizedekben bizonyították be a csata valódi helyszínét. 1975-ben találtak az első tömegsírokat, majd 1976-ban, a 450. évfordulóra alakították ki a Mohácsi Történelmi Emlékhelyet. A héthektáros parkban Vadász György és Zalay Buda alkotásai láthatók. A bejáratot, a díszkaput Pölöskei József ötvösművész készítette. A kapubéllet zárókő nélküli, rácsszerkezetének elemei emberi csontok képzetét kívánja kelteni. A parkban a tömegsírokat amfiteátrum-szerűen emelkedő sétányok veszik körbe. 120 jelképes kopjafa vagy sírjel áll az emlékparkban.
Siklós
Büszkesége a siklósi vár, mely XVIII. századi fennmaradt formájával az ország egyik legépebben megmaradt várkastélya. Tulajdonosai többször átépítették, gótikus, reneszánsz és barokk stílusjegyek egyaránt fellehetők rajta. A vártörténeti kiállítás, Gádor István kerámia kiállítása illetve a kesztyű kiállítás egyaránt megtekinthető falai közt. Kanizsai Dorottya szobra a várárokban áll. A várkápolna XIV-XV. századi belső tere ugyancsak figyelmet érdemel.
Máriagyűd
A Siklóssal összeépült településen áll az egyik legnevesebb katolikus zarándokhely kegytemploma, a Máriagyűdi Bazilika. Hivatalosan VII. Pius pápa ismerte el zarándokhelynek 1805-ben. A ferencesek építette és a Sarlós Boldogasszonynak szentelt barokk kegytemplomot 1964-ben újították fel belülről, 1972-ben kívülről, az oltárok felújítása 1981-ben kezdődött. A kereszt alaprajzú mai templom 1742-ben épült, Batthyányi Kázmér gróf, horvát bán adományából.
Szigetvár
Említésre méltó történelmi központja és a szigetvári vár. Szigetvár erődítményrendszere magába foglalta a virágzó települést is. 1463-ban a Garai-, 1471-ben az enyingi Török család birtokába került. Az 1526-os vesztes mohácsi csata után katonai jelentősége megnőtt, mivel útjában állt a nyugati irányban előretörő török hódítóknak. 1541-ben Szulejmán török szultán elfogatta Bálint urat, Török Bálint felesége átadta a végvárat Habsburg Ferdinándnak. 1561-ben a vár élére főkapitányként Zrínyi Miklós került, s kialakította a négy részből álló szigeti védőrendszert. Szulejmán szultán 1566-ban foglalta el.
Pécsvárad
A váráról híres település. Az épület az államalapítás korának emléke, mely Asztrik püspököt idézi. A vár és a romkert a román, gótikus és reneszánsz monostor emlékeit őrzi. A Nagyboldogasszony-templom 1767-ben épült rokokó oltárokkal, szószékkel és berendezéssel. A Mindenszentek-kápolna a 12. századból, református templom 1785-ből való. A Városházát (A Szentháromság téren) 1857-ben építette neogótikus stílusban Gianone Ágoston svájci olasz származású építész. Figyelmet érdemel még Szabó László 1956-os emlékműve.
Az Ormánság népi építészetének emlékei:
A terület a Dráva árterületén, a Dráva-sík kistáj része. Baranyára jellemző aprófalvas vidék. Legnagyobb települései Vajszló és Sellye. Lakossága hagyományosan református. Egyedülálló festett kazettás templomaik (Drávaiványi, Adorjás, Kórós, Kovácshida) az ősi magyar jelképrendszer elemeit hordozzák.
Zselic (baranyai települései) népi emlékei:
Ibafán különleges élményt kínál az egyedülálló Janus Pannonius Múzeum által létrehozott pipatörténeti kiállítás, az Ibafai Pipamúzeum. A pipagyűjteményen kívül megtalálhatók egyéb dohányzással kapcsolatos kellékek, mint pl.:pipatömők, díszes dohány-, cigaretta- és gyufatartók. Magyarlukafa, Almamellék, Szentlászló, Boldogasszonyfa.
A Keleti-Mecsek építészetének emlékei:
Egyike a Mecsek hegység három fő tömbjének. Nagyjából a Magyaregregy, Komló, Hosszúhetény, Pécsvárad és Mecseknádasd határolta területen fekszik, jórészt Baranya vármegyében, de átnyúlik Tolna vármegyébe is. Legmagasabb pontja – és egyben a Mecsek legmagasabb csúcsa a 682 méter magas Zengő. Gyakorlatilag egész területe védett, a 2007-ben 30 éves Kelet-Mecsek Tájvédelmi Körzet része. A tájegység aprófalvai a múltat idéző érintetlen faluképet mutatnak (Kisújbánya, Óbánya, Püspökszentlászló). Kedvelt kirándulóhely a Zengő csúcsa, Hosszúhetény felől útközben a pincefalu és a bárányles népszokás keresztje, a csúcson kilátó és Zengővár romjai, Püspökszentlászló a püspöki kastéllyal, az arborétummal, a templommal és a Szent László-szoborral, a Mecseknádasd és Óbánya közti Rékavár vagy Rákvár, Magyaregregy közelében a Márévár, a zengővárkonyi szelídgesztenyés Rockenbauer Pál sírjával.

#### Nevezetességek Somogy vármegye területén

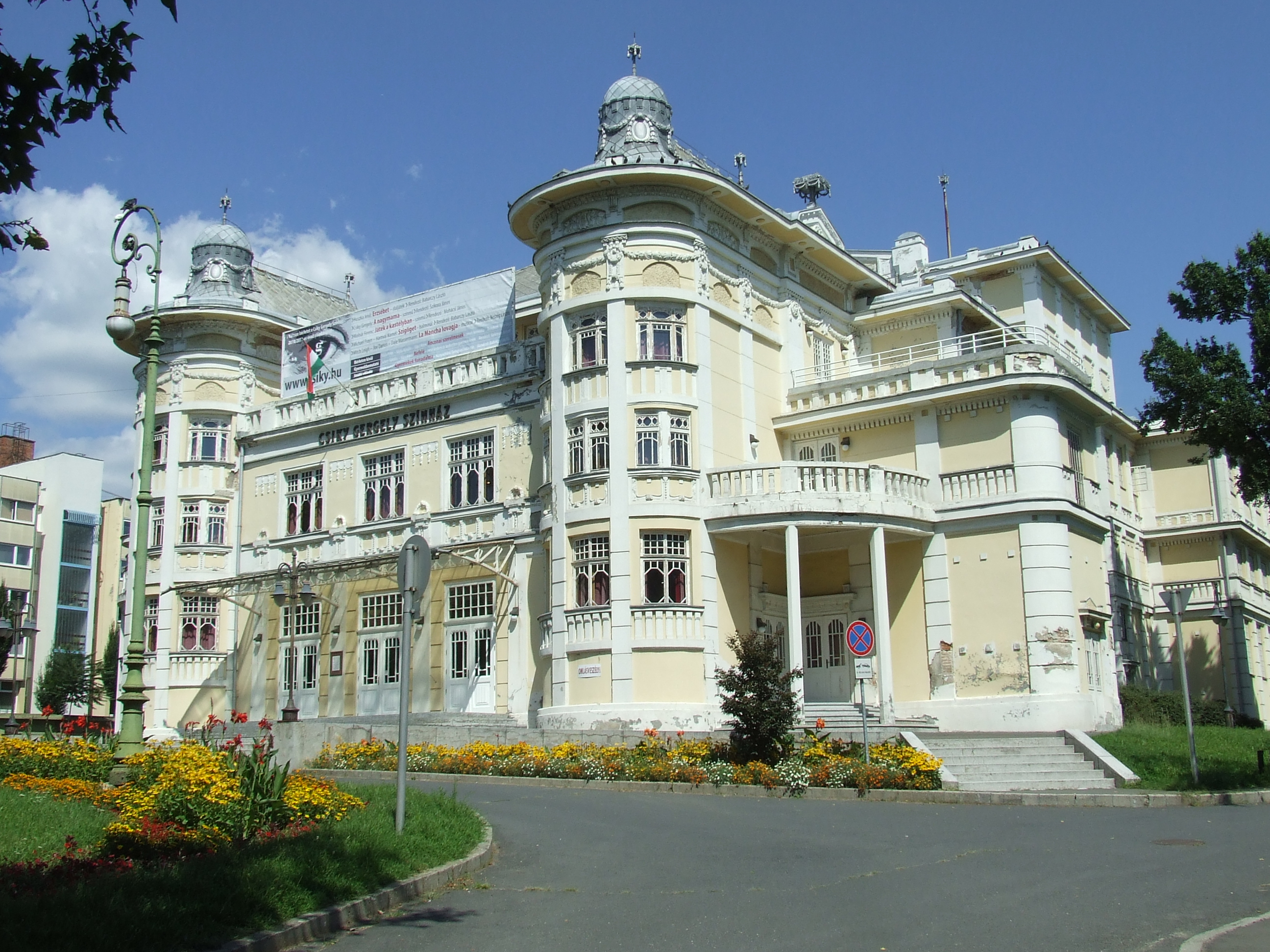
Kaposvár: Csiky Gergely Színház

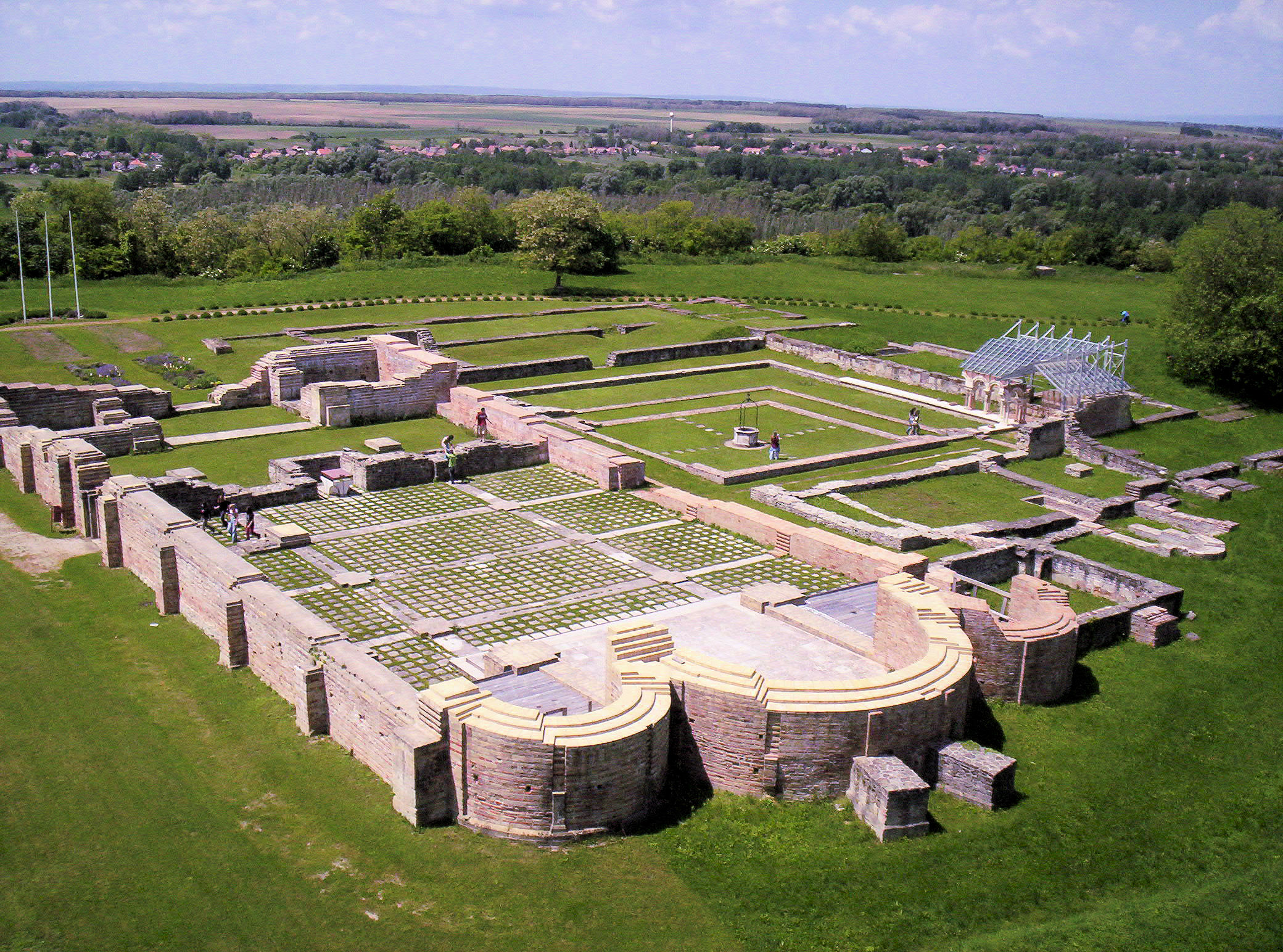
A somogyvári apátság romjai

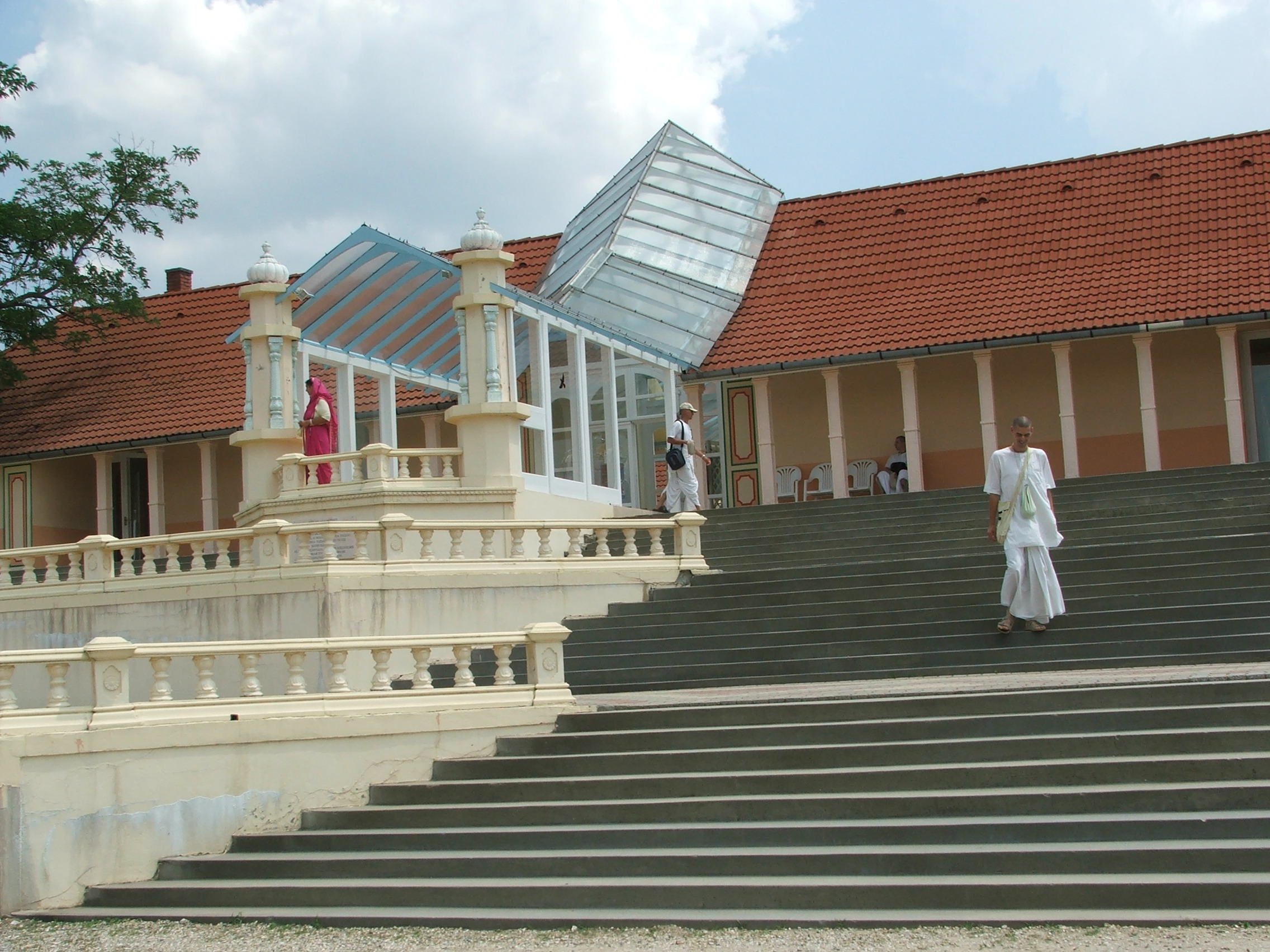
Somogyvámos: Krisna-völgy temploma

Kaposvár
A Dél-Dunántúl társközpontja, egyetemi város, püspökségi központ, Somogy vármegye székhelye. Klasszicista, eklektikus és szecessziós paloták és épületek, illetve tágas sétálóutcák és terek találhatók a belvárosában, amelyet az utóbbi években teljesen felújítottak. A város egyik leghíresebb épülete a Csiky Gergely Színház, amely a Dunántúl kivételes szépségű szecessziós műemléke. Figyelemre méltó létesítménye a Pannon Lovasakadémia is, amely lovas világversenyek helyszíne.
Szenna
A Szennai Szabadtéri Néprajzi Gyűjteménynek, a népi építészetet bemutató falumúzeumnak köszönhetően 1982-ben Europa Nostra-díjat kapott település. A Zselici Természetvédelmi Terület része.
Kaposmérő
A Kaposmérő és Bárdudvarnok közt található völgy a lovasíjászat központja, ahol ahol a IX. századi harcmodort idézik fel korhű jelmezekben. Évente két alkalommal itt gyűlnek össze a világ lovasíjászai. A helyszínen 160 éves kazah jurtát állítottak ki. Az íjkészítés mellett lovasíjász bemutatókra, rendhagyó történelemórákra is sor kerül a völgyben.
Andocs
A 17. századtól búcsújáróhely. A jezsuita rendet követő Ferences rend 1721-ben kolostort épített a plébániatemplom mellett, amely két év múlva tűzvész áldozata lett. A ferences rendiek által megőrzött és a tűzvészt is túlélt 3 szobor ma is láthatóak a templom főoltárán. 1725-ben kezdték el építeni az új kolostort, amelyben megőrizték a középkori szentélyt. Az új kolostort és templomot 1747-ben szentelték fel. A zarándokhely legfontosabb elemét a Szűz Mária szobrot, Széchenyi Katalin grófnő díszes ruhába öltöztette. Innen számítható az a szokás, hogy a szobor hálaadásként újabb és újabb öltözékekkel gazdagodik. Ma már több mint 258 öltözéke van, amely a Mária múzeum kiállítási anyagaként megtekinthető.
Somogyvámos
A Krisna-völgy a Balatontól 30 km-re, Kaposvár irányában fekvő biofarm, vallási központ és idegenforgalmi látványosság mintegy 260 ha területen. Dísztavak, ligetek, arborétumok - több száz növény- és állatfajjal, biokertészet, méhészet és templom tekinthető meg. A Völgyben százötven Krisna-hívő szerzetes lakik, ők  ökogazdálkodás révén, védikus életmóddal, önfenntartásra törekedve élnek itt.
Nikla
Irodalmi jelentőségű hely, mely Berzsenyi Dániel, a "niklai remete" emlékét őrzi. A Berzsenyi-kúria ma múzeum, a kötő életét, munkásságát mutatja be. Az udvarban még áll az a gesztenyefa, melyet maga Berzsenyi Dániel ültetett. Berzsenyi sírhelye ugyancsak Niklán tekinthető meg.
Gölle
Ugyancsak irodalmi emlékhely, itt született 1900. január 25-én Fekete István író, akinek 2004. augusztus 14-én hamvait is itt temették újra felesége kezdeményezésére, mert – mint fia idézte – „…egyedül Göllén érezte jól magát…” Szülőháza ma emlékmúzeum.
Zselic (somogyi települései) népi emlékei:
- Bőszénfa, Simonfa, (központja Kaposvár).

#### Nevezetességek Tolna vármegye területén

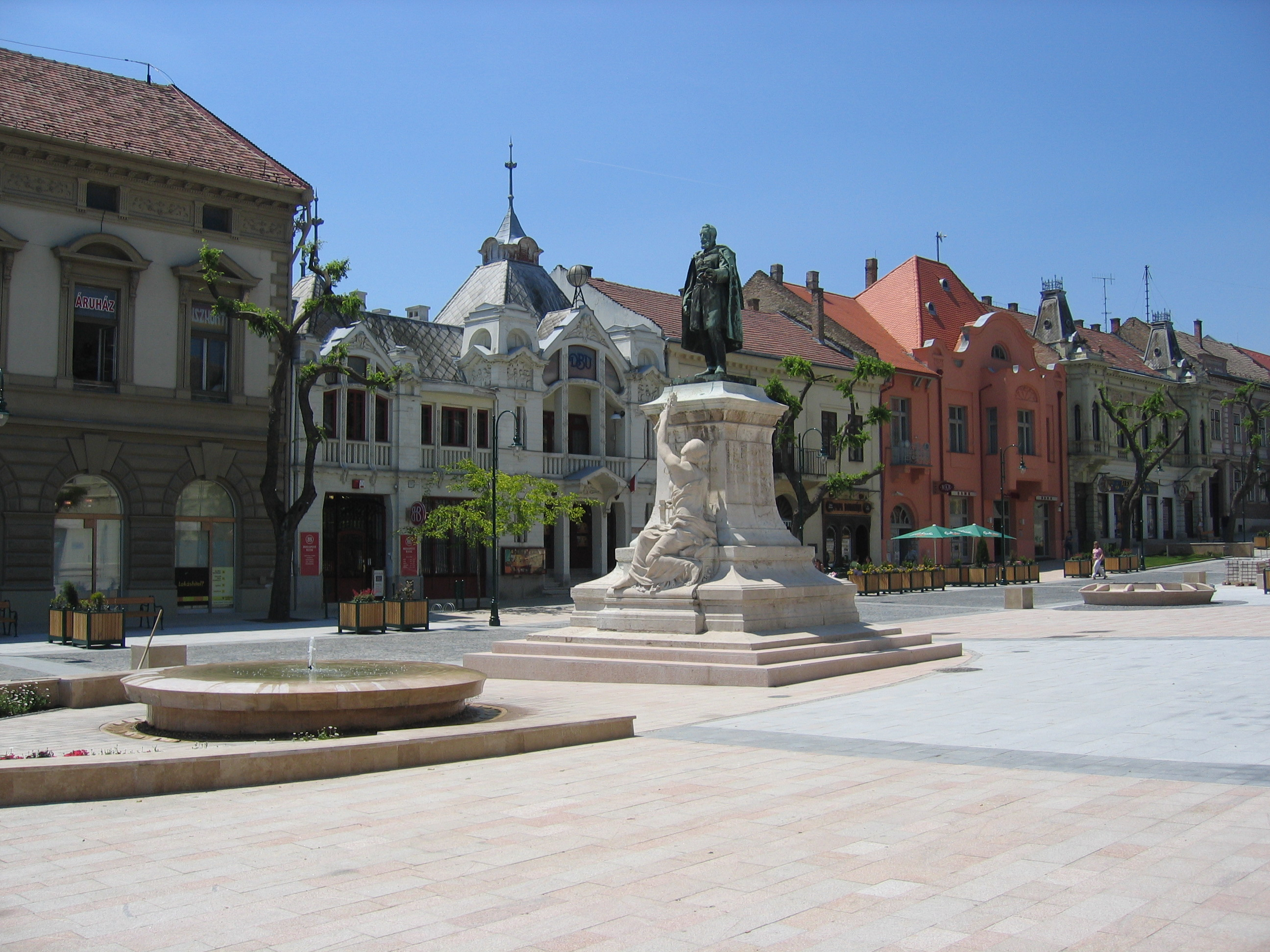
Szekszárd központja, a Garay tér

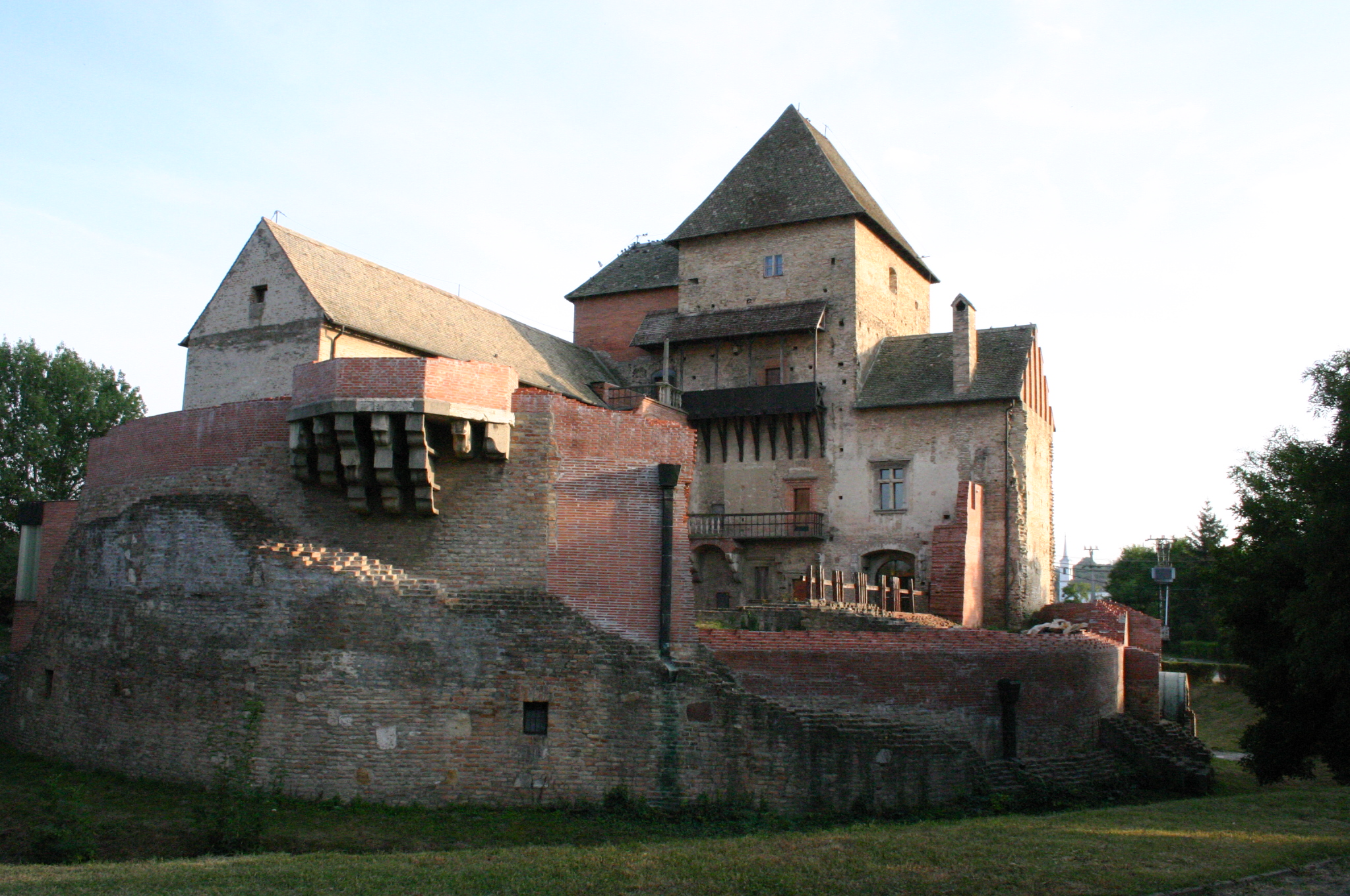
Simontornya vára

Szekszárd
Tolna vármegye székhelye romantikus atmoszférájú kisváros. Ismert Liszt Ferenc emlékhelyéről, Babits Mihály szülőházáról, XI. századi bencés apátságának romjai. Valódi hírnevét azonban a bor alapozta meg, a Szekszárdi borvidék központja.
Dunaföldvár
Nevét vára tette ismertté, már a bronzkorban is földvár állott itt. A jelenlegi épület látogatható része a Csonka-torony. Műemlékvédelmi feltárását 1974-ben végezték el, majd falai között kiállítást rendeztek be, mígnem 2006-ban ismét nagyarányú felújításokat végezve biztosítják, hogy az utókornak fennmaradjon.
Paks
Neve hallatán Magyarország egyetlen atomerőműve juthat a turisták eszébe. Az ipari létesítmény azonban meg is tekinthető, Tájékoztató- és Látogatóközponttal rendelkezik.
Simontornya
Neve Simon alországbírónak köszönhető, ki 1270-ben építtetett várat itt. Legrégebbi része, a lakótorony a XIII. században épült. A XIV. században gótikus palotaszárnyat toldottak hozzá, majd a 16. század elején reneszánsz stílusban alakították át. Jelenleg a Vármúzeumnak ad otthont. 1727-1784 között vármegyeszékhely volt.
A Sárköz népi építészetének és hagyományainak emlékei:
Tolna területéhez öt települése tartozik Szekszárd és Báta között. Gazdag népviseleti hagyományai, textíliái, népszokásai figyelemre méltók. Decs község a Sárköz központja főleg népi hagyományairól és a sárközi textilművészeti termékekről, szőtteseiről, csipkéjéről híres. Ebbe nyújt betekintést a helység Helytörténeti Múzeuma. Sárpilis - A legkisebb falu a Sárközben, látnivalója a református templom, mely barokk stílusban épült (1797). Báta, Alsónyék.

### Természeti örökség
A Duna–Dráva Nemzeti Park 1996-ban jött létre, több, már korábban is védetté nyilvánított terület beolvasztásával. Kiterjedése mintegy 50.000 ha. A nemzeti parkért is felelős Duna-Dráva Nemzeti Park Igazgatóság működési területe kiterjed Baranya és Tolna vármegye teljes területére, Somogy vármegyére a Balaton déli partja kivételével valamint kisebb részben Fejér és Bács-Kiskun vármegyékre is. A Dél-Dunántúl legnagyobb része dombság, amelyből szigetként emelkedik ki a Mecsek és a Villányi-hegység. A dombvidéket keletről és délről a Duna és a Dráva hordalékával feltöltött síkságok szegélyezik.
- Gemenc védettségét 1977-ben nyerte el. Ez a terület az ország legnagyobb, zömében erdővel borított ártere (hossza 30 km, szélessége 7 km). A gemenci erdőkben található a Gemenci Állami Erdei Vasút, melyen időszakosan gőzvontatású nosztalgia vonat is közlekedik. Gemencet világhírűvé az ország legszebb, legértékesebb trófeáit növesztő gímszarvas-állománya tette. Rengeteg az őz és a vaddisznó is.

- Abaligeti-barlang Felszíne Természetvédelmi Terület: a földkéreg mozgása következtében létrejött kis repedéseket a hévíz tovább tágította. Az 1957-ben kiépített főágon végighaladva gyönyörűen láthatók az egykor itt hullámzó Pannon-tenger által lerakott üledékrétegek. Cseppkövek csak a Nagyteremben fejlődtek. Klímája légúti megbetegedések kezelésére alkalmas. A barlang a nagy patkósorrú denevérek kedvelt tanyahelye.

- Szársomlyó Természetvédelmi Terület: a Szársomlyó északi és déli oldalának klímája különböző, mert a csupasz déli lejtő nappal hamarabb felmelegszik, viszont a benőtt északi éjszakánként lassabban hűl le. Így a fokozottan védett magyar kikerics már január-februárban virágzik. A Villányi-hegység, és ezen belül a Szársomlyó sok növény egyedüli magyarországi élőhelye. Többek között itt él a bakszarvú lepkeszeg, a törpe szádorgó és a korongos lucerna.

## Egészségturizmus: Gyógy- és wellnessturizmus
Baranya vármegye gyógyfürdői
- Harkányi Gyógy- és Strandfürdő vagy Baranya Megyei Önkormányzat Gyógyfürdőkórháza - Harkány: Kiemelt országos minősítésű gyógyfürdő. A termálkutak a fürdő területén helyezkednek el, 62 C-fokos vizet szállítanak. Víz összetétele: alkáli-hidrogénkarbonátos, a kénes vizek csoportjába tartozik. Harkányt fürdője révén a "Reumások Mekkája" néven emlegetik. A 180 esztendős létesítmény víze a reumatikus panaszok, ízületi gyulladások, operációk utáni mozgáskorlátozottság, törések és idült bőrbetegségek gyógyítására szolgál, és baleseti utókezelések céljára is hasznosítják.

- Hullám Uszoda, Strand- és Gyógyfürdő - Pécs: 1935-ben alapított létesítmény, a szabadtéri strandunkon felszerelt hullámoztató berendezésről kapta, része a Abay Nemes Oszkár sportuszoda 50 m2 vízfelülettel, Búvárbébi Úszóiskolával. Hagyományos fürdési lehetőséget a Hullám Egészségmegőrző Paradicsomban találnak a fürdőzők. A Hullámfürdő a gyógyászati szolgáltatásai révén gyógyfürdő is.

- Szigetvári Termál- és Gyógyfürdő - Szigetvár: 62 fokos gyógyvíze 800 méteres mélységből tört fel 1966-ban, nátrium-kloridos alkáli-hidrogén-karbonátos magas fluorid tartalmú víz, mely főleg a mozgásszervi illetve reumatikus panaszok enyhítésére használható. Fluorid tartalma a csontritkulás lassítását segíti elő idős korban.

Somogy vármegye gyógyfürdői
- Nagyatádi Termál Gyógyfürdő - Nagyatád: A Széchenyi tér parkjában épült létesítmény, 1997-ben újították fel. A fedett térben 32, 38 és 42 fokos vízű gyógymedencék és kádfürdők használhatóak. A gyógyvíz reumatikus illetve ízületi panaszok kezelésére, törések utáni rehabilitációra, nőgyógyászati problémák gyógyítására szolgál.

- Kaposvári Uszoda és Gyógyfürdő - Kaposvár: „Virágfürdő” fantázianéven szerepel. 1960-ban találták meg vízét és 1969-ben nyitották meg a létesítményt. Alkáli-kloridos és hidrogén-karbonátos hévíz táplálja medencéit magas bróm, jód illetve fluorid-ion tartalommal, főleg mozgásszervi panaszokat, reumatikus betegségeket trombózis utáni állapotot, izomhúzódásokat, izomgyengeséget, csonttöréseket, porcsérüléseket kezelnek vele. Alkalmas baleseti sérülések utókezeléshez és nőgyógyászati bántalmak ápolásához is.  Archiválva 2009. február 26-i dátummal a Wayback Machine-ben

- Barcsi Gyógyfürdő és Rekreációs Központ - Barcs: 55 fokos, nátrium-hidrogén-karbonátos víze 1317 m mélységből jut a felszínre, főleg mozgásszervi panaszok és gyulladások kezelésére alkalmas.

- Igali Gyógyfürdő - Siófok- Igal: A fürdő 1964 óta működik, 2001-ben kapta meg a gyógyfürdő minősítést, alkáli-kloridos és hidrogén-karbonátos hévíze jódos víz. Mozgásszervi betegségeket, sérülések után fennmaradt keringési zavarokat, ízületi és nőgyógyászati problémákat, urológiai betegségeket, időskorú potenciazavarokat ápolnak vele.  Archiválva 2009. március 7-i dátummal a Wayback Machine-ben

- Csokonyavisontai Gyógy- és Strandfürdő - Csokonyavisonta: alkáli-hidrogén-karbonátos, magas jodid, fluorid és metakovasav tartalmú víze 1943-ban olajkutatás során jutott a felszínre. A gyógyvizet savtúltengés, emésztési zavarok, funkcionális epebántalmak, székrekedés, elfajulásos gerincbántalmak, nőgyógyászati idült panaszok, vesebetegségek és mozgásszervi problémák kezelésére ajánlják.

Tolna vármegye gyógyfürdői
- Gunarasi Strand- és Gyógyfürdő - Dombóvár-Gunaras: a Gunaras-dűlőn találták meg a termálvizet, melynek kiaknázása, hasznosítása az 1960-as években kezdődött meg. 1973 május 19-én nyílt meg a Gunaras Fürdőtelep a közönség számára. 1977. november 30-án adták át a fedett fürdőt és egyúttal hivatalos gyógyvíz lett Gunaras vize. 1981-ben a helyet üdülőhellyé minősítették. A gyógyászati részleg fejlesztését 1982. december végén fejezték be. 2004 tavaszán elkezdték Gunaras teljes átalakítását és nagy léptékű fejlesztését. 55 Celsius-fokos termálvize alkáli-hidrogénkarbonátos hévíz, jelentős fluorid tartalommal - alkalmas mozgásszervi betegség, gyomor-, bél- és epebántalmak, nőgyógyászati-, fogíny- és szájbetegségek kezelésére. Eredményesen alkalmazható bizonyos légzőszervi, szív- és érrendszeri elváltozásoknál, továbbá a bőrgyógyászat területén.

- Dunaföldvári Gyógyfürdő - Dunaföldvár: A Duna partján fekszik a három medencével felszerelt, 2003 januárjában átadott, átépített fürdő és nyitott medence. 35 °C fokos, ásványi sókban gazdag gyógyvízzel rendelkezik, mely a hidrogén-karbonátos, magas sótartalmú vizek közé sorolható. Mozgásszervi, nőgyógyászati, bőrbetegségek kezelésére alkalmazzák.

## Gasztronómia
Dél-Pannónia borvidékei - borturizmusa
- Pécsi borvidék
- Szekszárdi borvidék
- Tolnai borvidék
- Villányi borvidék

## Rendezvények

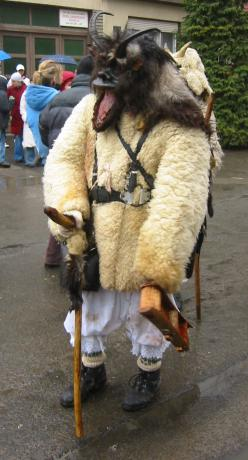
Mohácsi busójárás

A régió turisztikai programjai között említésre méltó:
- Mohácsi busójárás: "A busójárás szokása hajdanában a sokácokhoz kötődött, de mára már szinte kizárólagosan mohácsi látványossággá vált. Időközben sokat változott: egyes elemeket elhagytak belőle, másokat viszont átvettek más szokásokból. Első írott emlékével az 1783-as mohácsi Canonica Visitatio feljegyzései között találkozunk, mint igen elítélendő vad orgiával. Az ünnepkör három kiemelkedő napja: a kisfarsang, a farsangvasárnap és a farsangtemetés." - írja Ferkov Jakab a sokác hagyományról.
- Szekszárdi Szüreti Fesztivál,
- Villányi borfesztivál,
- Pécsváradi leányvásár,
- Kaposvári Tavaszi Fesztivál,
- Pécsi Nemzetközi Zenei Fesztivál,
- Pécsi Tavaszi Fesztivál, melyet a Budapesti Tavaszi Fesztivál rendezvényeihez kapcsolódva tartanak meg.

## Különleges közlekedési eszközök
A régió kisvasútjai (almamelléki erdei kisvasút, mesztegnyői erdei vasút, a kaszói kisvasút).

## Lásd még
- Budapest–Közép-Duna-vidék turisztikai régió
- Észak-Magyarország turisztikai régió
- Észak-Alföld turisztikai régió
- Tisza-tó turisztikai régió
- Dél-Alföld turisztikai régió
- Balaton turisztikai régió
- Nyugat-Dunántúl turisztikai régió
- Közép-Dunántúl turisztikai régió